# AGMK足球會
AGMK足球會（FC AGMK）是一支位於烏茲別克阿爾馬雷克的職業足球會，目前於烏茲別克職業足球聯賽角逐。

## 外部連結
- Official Website （乌兹别克文） （俄文）
- FC Olmaliq- Weltfussballarchiv（页面存档备份，存于）
- PFC Olmaliq- UzPFL
- FC Olmaliq- soccerway（页面存档备份，存于）